# Fredrik Thomasson
Fredrik Thomasson, född 1965, är en svensk historiker och författare. Han har bland annat uppmärksammats för sin kartläggning av Sveriges tid som kolonialmakt över ön S:t Barthélemy mellan 1784 och 1878.   

## Biografi
Thomasson disputerade 2009 på en avhandling om egyptologen och orientalisten Johan David Åkerblad (1763–1819). Han har senare sammanfattat delar av sin forskning om Åkerblad i böckerna The life of J.D. Åkerblad: Egyptian decipherment and orientalism in revolutionary times (2013) och Rosettastenens förste tolkare: Johan David Åkerblads liv i Orienten och Europa (2016). Den senare boken beskrivs i SvD som "intressant, spännande och välskriven", där han tecknar en bild av en sällsynt skicklig svensk som bland annat styrde tolkningsförsöken av Rosettastenen i rätt riktning, även om han aldrig fick det erkännande han förtjänade. Utan att bli en upprättelseskrift beskrivs ett närmast klassiskt exempel på en vetenskaplig konkurrenssituation där personen med lägst status och svagaste sponsorer drar kortaste strået.
Thomasson har under 2010-talet genomfört forskning och gett ut publikationer som bygger på omfattande studier i det svenska Saint Berthélemy-arkivet, Fonds suédois de Saint Barthélemy (FSB), som innehåller till exempel domstolsprotokoll från den svenska kolonialtiden. Arkivet kvarlämnades i huvudorten Gustavia när Sverige 1878 sålde tillbaka ön S:t Barthélemey till Frankrike. År 1932 flyttades FSB till Guadeloupe, där departementets arkiv 1955 drabbades av en brand. Delar av dokumenten i FSB vattenskadades i branden och fick torka med improviserade metoder. År 1971 flyttades arkivet till Archives nationales d’outre mer (ANOM) i Aix-en-Provence. Inhämtningen av källmaterialet innebar stora svårigheter bland annat på grund av att det förutom fysiska skador av vatten och skadedjur hade stora brister i sortering och katalogisering. Genom mödosamma insatser har betydande delar kunnat fotograferas och tillgängliggöras för forskning.
Han har även forskat om slaveri och kolonialism, bland annat i det av Riksbankens Jubileumsfond finansierade projektet Debatt, tystnad, glömska och förnekande. Slaveri och kolonialism i tidningar, litteratur, teater 1750–1847.
Han har senare sammanfattat delar av sin forskning i boken Svarta S:t Barthélemy: människoöden i en svensk koloni 1785-1847 (2022). Baserad huvudsakligen på samtida domstolsprotokoll har han levandegjort de svartas situation i den svenska kolonin, ofta genom att uppmärksamma individuella livsöden. Han beskriver hur Sverige kort efter annekteringen skapat en omfattande slavlagstiftning snarlik den i närligggande kolonier. Lagstiftningen innebar att olika lagar gällde för de tre samhällsklasserna vita (som aldrig kunde förslavas), fria svarta samt slavarna, där slavarna kunde dömas till grymma kroppsstraff och riskfritt misshandlas och utnyttjas sexuellt av den vita överklassen. Recensenten Johan Werkmäster beskriver boken som en mindre smickrande bild av Sverige som kolonialmakt, och en mer sanningsenlig redogörelse som borde ha en given plats i den svenska historieskrivningen.